# Ljusår

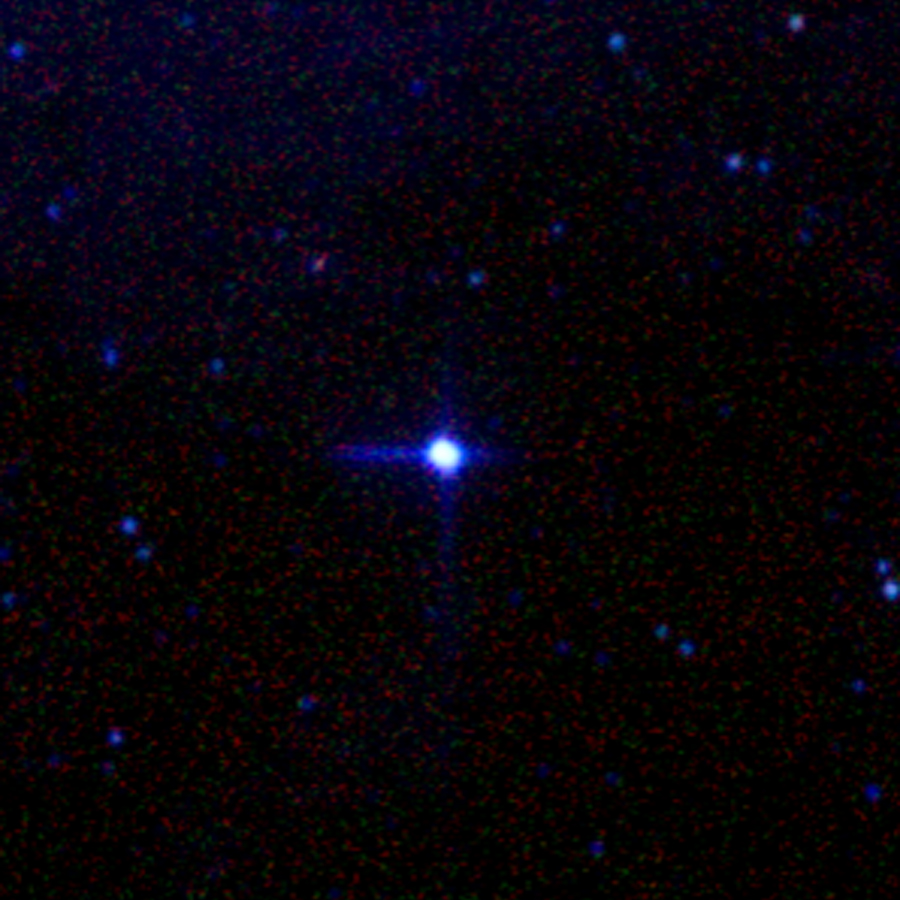
Alfa Centauri (A, B) ligger 4,37 ljusår från jorden.

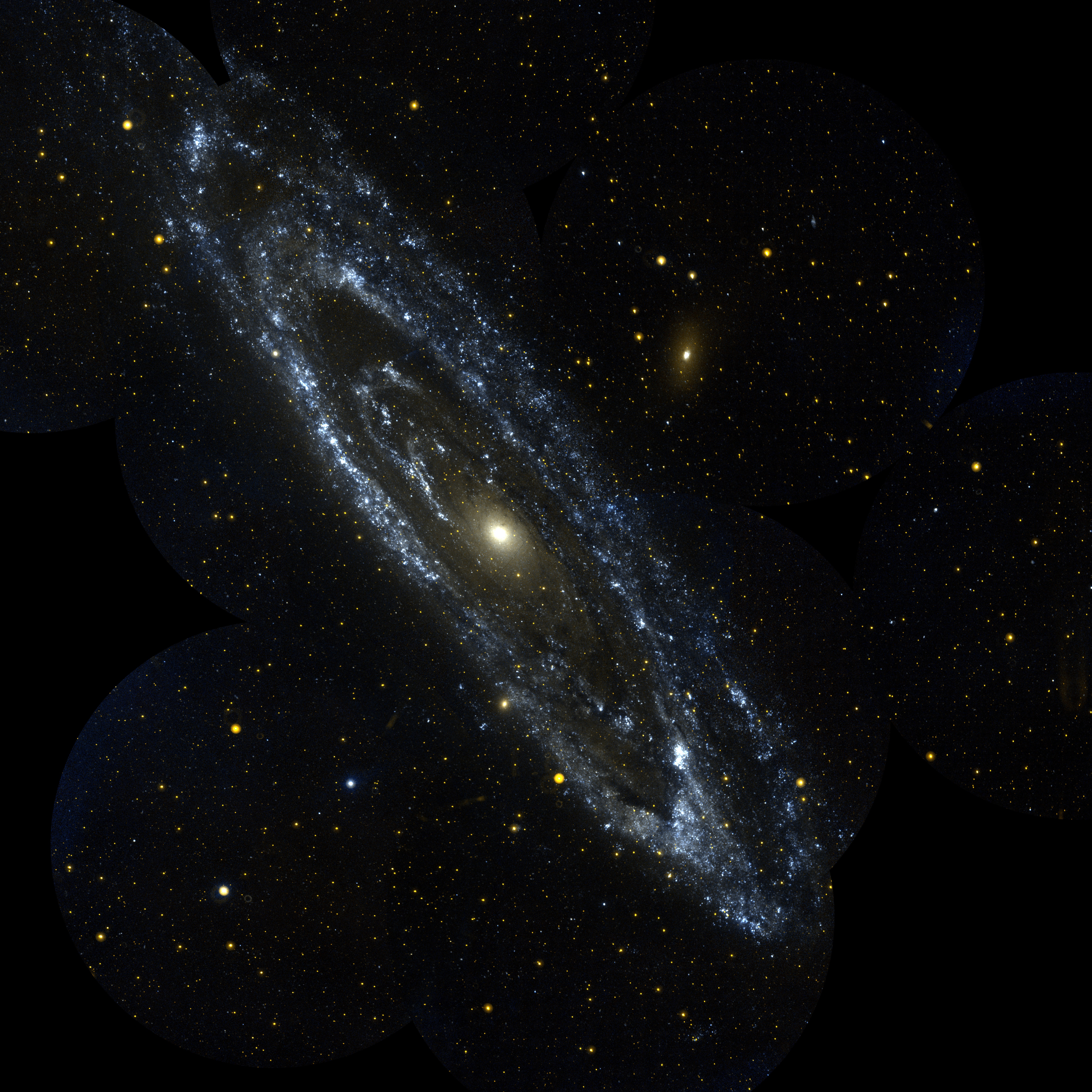
Andromedagalaxen ligger 2,5 miljoner ljusår från jorden.

Begreppet ljusår är en längdenhet som används inom astronomin. Ett ljusår är den sträcka en ljusstråle färdas i vakuum under ett år.

## Beräkning av ett ljusår
Ljusets hastighet i vakuum är en fysikalisk konstant och är exakt 299 792 458 m/s. Det finns inget bestämt mått på vilket år som avses men Internationella astronomiska unionen rekommenderar att ett Julianskt år används, alltså längden på ett år i den Julianska kalendern. Detta år är  i genomsnitt 365,25 dagar eller 31 557 600 sekunder. Längden på ett ljusår blir då:
- Exakt 9 460 730 472 580 800 m (cirka 9,461 petameter) (= ca 9 461 miljarder km)[4] (ca 1000 miljarder mil eller 1 biljon mil)
- cirka 63 239 astronomiska enheter (AU)[5]
- cirka 0,3066 parsec[5]

Då det inte finns någon allmänt accepterad definition av vilket år man ska använda när man beräknar ett ljusår används inte enheten vid beräkningar med hög precision.

## Användningsområde
Anledningen till att man använder enheten ljusår är att avstånden i rymden är så stora att det är opraktiskt att använda sig av meter eller kilometer. Främst är det avstånd till stjärnor och galaxer som anges i ljusår. I astronomisk facklitteratur är parsec en vanligare enhet. En parsec är 3,26 ljusår. För avstånd inom solsystemet är ljusår en för stor enhet och där använder man istället ljusminuter eller astronomisk enhet.

## Avstånd
- Solen ligger drygt 8 ljusminuter (499 ljussekunder) från jorden. Detta avstånd kallas också en astronomisk enhet.
- Avståndet till den närmaste planeten, Venus, är som minst drygt 2 ljusminuter.
- Avståndet till den mest avlägsna planeten i solsystemet, Neptunus, är 4 ljustimmar.
- Avståndet till den närmaste stjärnan, Proxima Centauri, är 4,24 ljusår.
- Avståndet till centrum på Vintergatan är 26 000 ljusår.
- Vintergatan har en diameter på cirka 100 000 ljusår.
- Avståndet till den närmaste galaxen, Andromedagalaxen, är cirka 2,5 miljoner ljusår.
- Storleken på det observerbara universumet har en radie på 46 miljarder ljusår.[6]